# 政府 (フランス第五共和政)
フランス共和国政府（フランスきょうわこくせいふ、フランス語: Gouvernement de la République française）は、フランスの行政権（執行権）を司る機関である。1958年憲法（第五共和政憲法、以下「憲法」と略す）20条1項は、政府は国の政策を決定し、指導すると定めている。
政府の構成員は大統領により任命される。政府の首長は首相であり、政府は首相の権限の下に置かれる。

## 構成
政府の首長たる首相は大統領により任命され（憲法8条1項）、政府の他の構成員は首相の提案に基づき、大統領により任命される（同条2項）。政府の構成員は政府の構成に関するデクレ（大統領令）により、以下のような序列が付けられる。
首相（Premier ministre）
政府の首長。大統領により任命される。首相は大統領に対し、任命する閣僚を提案する。
国務大臣（ministre d’État）
政府の次席に置かれる。今日では主として儀礼的な職名であり、実力者に対して副首相格の処遇を与えるために用いられる。国務大臣は、通常は首相が主宰する関係閣僚会議（réunion interministérielle）を主宰する権限を持つほか、閣議（Conseil des ministres）において、自己の管轄とは無関係の事項に関して意見を述べるために発言することが伝統的に許されている。
大臣（ministre）
省を所管する。大臣の人数はその時の政府および設置される省に応じて変動する。第四共和政以前は各省大臣（ministre à portefeuille）と無任所大臣（ministre sans portefeuille）または国務大臣とが区別されていたが、今日ではそのような慣行はなく、すべての政府構成員が特定の管轄を有している。
担当大臣（ministre délégué）
大臣、あるいは稀に首相の下に置かれ、一定の権限を委任される。
副大臣（secrétaire d’État）
大臣、あるいは時に首相の下に置かれる。
高等弁務官（haut-commissaire）
第五共和政においては、第1次および第2次フィヨン内閣においてのみ任命された。
担当大臣は議題にかかわらず常に閣議に出席するのに対し、副大臣および高等弁務官は議題が自己の管轄と関連する場合のみ閣議に出席する。

## 権限
政府は国の政策を決定し、指導する（憲法20条1項）。政府の政策および目的に関する決定事項は、法案およびデクレ（政令）の作成という形で表される。政府のあらゆる政策決定は法的な文書となる。すべての法案および一部のデクレは閣議において採択される。政府が政策の方向性を集団的に決定し、重大な措置を実施するのもまた閣議においてである。政府の活動は、集団指導制という重要な側面を有している。
また、政府の活動は軍事力と行政機構という2つの実行力によって支えられており、それによって政府は政策に沿った活動の方向性を決定する。
政府は必要最小限の権限だけでなく、非常に広範な権限を有している。具体的に政府は、公共サービスの適正な運営および継続性を確保し、国会の審議手続を指揮する権限を有するほか、経済改革法案に関して、経済社会環境評議会（Conseil économique, social et environnemental）に対し諮問を行うことができる。

## 職務
定例の閣議（Conseil des ministres）は毎週水曜日の午前にエリゼ宮殿で行われ、大統領が主宰する。閣議によって政府の業務には連帯感が生まれ、また閣議によって政府の業務は集団的に指導される。しかし、政府の業務の大部分を担っているのはそれぞれの省であり、あるいはいくつかの省の代表者が集まって行われる会議や委員会である。他方、そのような各種会議に対して首相などが介入することによって、その場で取られた措置や決定の有効性と一貫性が保証される。

## 予算
政府は国の経済・財政政策に関して責任を負う。各大臣は予算法律（loi de finances）に基づき、歳入歳出予算を執行する。各大臣は概算要求を作成し、それを予算担当省（ministère chargé du budget）に提出する。同省はその要求を承認するかしないかを決定する。同省はまた、次年度の国家予算を編成し、国の年間歳入総額および歳出総額を再編成した補正予算を作成する。
予算法律が執行されるためには、国会の議決を経なければならない。国会は予算法律に対して修正を加えることができる。

## その他

### 兼職の禁止
政府構成員の職務は、国会議員の職務、全国的性格を持つ職能代表の職務、および公職、または職業活動の行使のすべてと両立しない（憲法23条1項）。これは、閣僚に対する外部からの圧力や影響力を避けるとともに、閣僚が政府の業務に集中できるようにするためである。
これに対して閣僚は、市町村長や地域圏議会議員、県議会議員などの地方公職を保持することは許される。リオネル・ジョスパンは首相在職時に、政府の職務と地方公職との兼職を厳格に禁止した。この決定は、主として、地方に根を下ろし続けることの証しとして地方公職を保持することを望む者の圧力によって反故にされる前に、以後の政府にとっての先例とされた。

### 国会との関係
政府は国会に対して責任を負う（憲法20条3項）。特に政府は国民議会（下院）に対して責任を負い、国民議会は不信任動議（motion de censure）によって内閣を総辞職させることができる（憲法49条2項、50条）。
武力介入時には政府は国会に通知しなければならず（憲法35条2項）、また紛争が4か月以上に及ぶ場合には国会の承認を得なければならない（同条3項）。
首相は国会の会議の日程を補充し（憲法28条3項）、あるいは国会の臨時会（session extraordinaire）の開催を請求することができる（憲法29条1項）。

### 政府事務総局
政府事務総局（secrétariat général du gouvernement）は、第五共和政の下で政府の交代があったときに、国家の連続性を保証する機関である。政府事務総局は首相に属し、政府事務総長（secrétaire général du gouvernement）の権限の下に置かれる。

### 省
省は、政府に直属する行政機関である。政府の構成員たる大臣が省の長となる。

## 歴代内閣
| 首相および大統領の所属政党: 新共和国連合→共和国防衛連合→共和国民主連合→共和国連合→国民運動連合→共和党 フランス民主連合 社会党 共和国前進 所属とは無関係に共和国前進と協力関係にある首相 |

| 代 | 内閣                                   | 成立年月日     | 終了年月日     | 首相                               | 首相                              | 大統領                           |
| 代 | 内閣                                   | 成立年月日     | 終了年月日     | 氏名                               | 所属政党                          | 大統領                           |
| -- | -------------------------------------- | -------------- | -------------- | ---------------------------------- | --------------------------------- | -------------------------------- |
| 1  | ミシェル・ドブレ内閣                   | 1959年1月8日   | 1962年4月14日  | ミシェル・ドブレ                   | 新共和国連合                      | シャルル・ド・ゴール             |
| 2  | 第1次ジョルジュ・ポンピドゥー内閣      | 1962年4月14日  | 1962年11月28日 | ジョルジュ・ポンピドゥー           | 新共和国連合 →共和国防衛連合      | シャルル・ド・ゴール             |
| 3  | 第2次ジョルジュ・ポンピドゥー内閣      | 1962年11月28日 | 1966年1月8日   | ジョルジュ・ポンピドゥー           | 新共和国連合 →共和国防衛連合      | シャルル・ド・ゴール             |
| 4  | 第3次ジョルジュ・ポンピドゥー内閣      | 1966年1月8日   | 1967年4月1日   | ジョルジュ・ポンピドゥー           | 新共和国連合 →共和国防衛連合      | シャルル・ド・ゴール             |
| 5  | 第4次ジョルジュ・ポンピドゥー内閣      | 1967年4月5日   | 1968年7月10日  | ジョルジュ・ポンピドゥー           | 新共和国連合 →共和国防衛連合      | シャルル・ド・ゴール             |
| 6  | モーリス・クーヴ・ド・ミュルヴィル内閣 | 1968年7月10日  | 1969年6月20日  | モーリス・クーヴ・ド・ミュルヴィル | 共和国防衛連合                    | シャルル・ド・ゴール             |
| 7  | ジャック・シャバン＝デルマス内閣       | 1969年6月20日  | 1972年7月5日   | ジャック・シャバン＝デルマス       | 共和国防衛連合 →共和国民主連合    | ジョルジュ・ポンピドゥー         |
| 8  | 第1次ピエール・メスメル内閣            | 1972年7月5日   | 1973年3月28日  | ピエール・メスメル                 | 共和国民主連合                    | ジョルジュ・ポンピドゥー         |
| 9  | 第2次ピエール・メスメル内閣            | 1973年4月2日   | 1974年2月27日  | ピエール・メスメル                 | 共和国民主連合                    | ジョルジュ・ポンピドゥー         |
| 10 | 第3次ピエール・メスメル内閣            | 1974年2月27日  | 1974年5月27日  | ピエール・メスメル                 | 共和国民主連合                    | ジョルジュ・ポンピドゥー         |
| 11 | 第1次ジャック・シラク内閣              | 1974年5月27日  | 1976年8月25日  | ジャック・シラク                   | 共和国民主連合                    | ヴァレリー・ジスカール・デスタン |
| 12 | 第1次レモン・バール内閣                | 1976年8月25日  | 1977年3月29日  | レモン・バール                     | 無所属 フランス民主連合と協力関係 | ヴァレリー・ジスカール・デスタン |
| 13 | 第2次レモン・バール内閣                | 1977年3月29日  | 1978年3月31日  | レモン・バール                     | 無所属 フランス民主連合と協力関係 | ヴァレリー・ジスカール・デスタン |
| 14 | 第3次レモン・バール内閣                | 1978年4月3日   | 1981年5月13日  | レモン・バール                     | 無所属 フランス民主連合と協力関係 | ヴァレリー・ジスカール・デスタン |
| 15 | 第1次ピエール・モーロワ内閣            | 1981年5月21日  | 1981年6月22日  | ピエール・モーロワ                 | 社会党                            | フランソワ・ミッテラン           |
| 16 | 第2次ピエール・モーロワ内閣            | 1981年6月22日  | 1983年3月22日  | ピエール・モーロワ                 | 社会党                            | フランソワ・ミッテラン           |
| 17 | 第3次ピエール・モーロワ内閣            | 1983年3月22日  | 1984年7月17日  | ピエール・モーロワ                 | 社会党                            | フランソワ・ミッテラン           |
| 18 | ローラン・ファビウス内閣               | 1984年7月17日  | 1986年3月20日  | ローラン・ファビウス               | 社会党                            | フランソワ・ミッテラン           |
| 19 | 第2次ジャック・シラク内閣              | 1986年3月20日  | 1988年5月10日  | ジャック・シラク                   | 共和国連合                        | フランソワ・ミッテラン           |
| 20 | 第1次ミシェル・ロカール内閣            | 1988年5月10日  | 1988年6月22日  | ミシェル・ロカール                 | 社会党                            | フランソワ・ミッテラン           |
| 21 | 第2次ミシェル・ロカール内閣            | 1988年6月23日  | 1991年5月15日  | ミシェル・ロカール                 | 社会党                            | フランソワ・ミッテラン           |
| 22 | エディット・クレッソン内閣             | 1991年5月15日  | 1992年4月2日   | エディット・クレッソン             | 社会党                            | フランソワ・ミッテラン           |
| 23 | ピエール・ベレゴヴォワ内閣             | 1992年4月2日   | 1993年3月29日  | ピエール・ベレゴヴォワ             | 社会党                            | フランソワ・ミッテラン           |
| 24 | エドゥアール・バラデュール内閣         | 1993年3月29日  | 1995年5月11日  | エドゥアール・バラデュール         | 共和国連合                        | フランソワ・ミッテラン           |
| 25 | 第1次アラン・ジュペ内閣                | 1995年5月17日  | 1995年11月7日  | アラン・ジュペ                     | 共和国連合                        | ジャック・シラク                 |
| 26 | 第2次アラン・ジュペ内閣                | 1995年11月7日  | 1997年6月2日   | アラン・ジュペ                     | 共和国連合                        | ジャック・シラク                 |
| 27 | リオネル・ジョスパン内閣               | 1997年6月2日   | 2002年5月6日   | リオネル・ジョスパン               | 社会党                            | ジャック・シラク                 |
| 28 | 第1次ジャン＝ピエール・ラファラン内閣  | 2002年5月6日   | 2002年6月17日  | ジャン＝ピエール・ラファラン       | 国民運動連合                      | ジャック・シラク                 |
| 29 | 第2次ジャン＝ピエール・ラファラン内閣  | 2002年6月17日  | 2004年3月30日  | ジャン＝ピエール・ラファラン       | 国民運動連合                      | ジャック・シラク                 |
| 30 | 第3次ジャン＝ピエール・ラファラン内閣  | 2004年3月30日  | 2005年5月31日  | ジャン＝ピエール・ラファラン       | 国民運動連合                      | ジャック・シラク                 |
| 31 | ドミニク・ド・ヴィルパン内閣           | 2005年5月31日  | 2007年5月15日  | ドミニク・ド・ヴィルパン           | 国民運動連合                      | ジャック・シラク                 |
| 32 | 第1次フランソワ・フィヨン内閣          | 2007年5月17日  | 2007年6月18日  | フランソワ・フィヨン               | 国民運動連合                      | ニコラ・サルコジ                 |
| 33 | 第2次フランソワ・フィヨン内閣          | 2007年6月18日  | 2010年11月13日 | フランソワ・フィヨン               | 国民運動連合                      | ニコラ・サルコジ                 |
| 34 | 第3次フランソワ・フィヨン内閣          | 2010年11月14日 | 2012年5月10日  | フランソワ・フィヨン               | 国民運動連合                      | ニコラ・サルコジ                 |
| 35 | 第1次ジャン＝マルク・エロー内閣        | 2012年5月15日  | 2012年6月18日  | ジャン＝マルク・エロー             | 社会党                            | フランソワ・オランド             |
| 36 | 第2次ジャン＝マルク・エロー内閣        | 2012年6月18日  | 2014年3月31日  | ジャン＝マルク・エロー             | 社会党                            | フランソワ・オランド             |
| 37 | 第1次マニュエル・ヴァルス内閣          | 2014年3月31日  | 2014年8月26日  | マニュエル・ヴァルス               | 社会党                            | フランソワ・オランド             |
| 38 | 第2次マニュエル・ヴァルス内閣          | 2014年8月26日  | 2016年12月6日  | マニュエル・ヴァルス               | 社会党                            | フランソワ・オランド             |
| 39 | ベルナール・カズヌーヴ内閣             | 2016年12月6日  | 2017年5月10日  | ベルナール・カズヌーヴ             | 社会党                            | フランソワ・オランド             |
| 40 | 第1次エドゥアール・フィリップ内閣      | 2017年5月15日  | 2017年6月19日  | エドゥアール・フィリップ           | 共和党（野党）から政権参加        | エマニュエル・マクロン           |
| 41 | 第2次エドゥアール・フィリップ内閣      | 2017年6月19日  | 2020年7月3日   | エドゥアール・フィリップ           | 共和党（野党）から政権参加        | エマニュエル・マクロン           |
| 42 | ジャン・カステックス内閣               | 2020年7月3日   | 2022年5月16日  | ジャン・カステックス               | 無所属                            | エマニュエル・マクロン           |